# Rouen
Rouen er den historiske hovedstad i Normandiet i Frankrig og er i dag regionshovedstad i Normandie. I 1999 havde Rouen 518.316 indbyggere (hele byområdet), mens der i selve bykernen bor 106.592 mennesker. Rouen er kendt for sine middelalderbygninger, bindingsværkshuse samt ikke mindst for sin store katedral, Notre Dame.

## Historie
Rouen er formentlig grundlagt af gallerne (Veliocassi), der kaldte den Rotomagus. I det 9. årh. blev den erobret af normannerne, og fra år 912 blev den hovedstad i Normandiet.
Rouen var en af de største og mest succesrige byer i middelalderen. Byen har også spillet en stor rolle i den engelske historie, hvor den endog gennem en periode i 1400-tallet havde status som en af Englands hovedstæder (sammen med London) i de engelsk-normanniske dynastier.
Det var i Rouen, at englænderne brændte Jeanne d'Arc på bålet i 1431.
Rouen led stor overlast under den allierede invasion i Normandiet på D-dag under 2. verdenskrig, hvor byens berømte katedral blev meget stærkt beskadiget.

## Uddannelse
- NEOMA Business School

## Kultur

### Museer
- Musée des beaux-arts de Rouen Kunstmuseum med værker af Claude Monet
- Musée maritime fluvial et portuaire de Rouen Rouens havne- og søfartsmuseum

## Eksterne links
- Wikimedia Commons har flere filer relateret til Rouen
- Rouen office de tourisme